# Ниц, Эгон
Э́гон Ниц (нем. Egon Nitz; 9 мая 1934, Бублиц — 19 мая 2011) — начальник Флотской школы фольксмарине имени Вальтера Штеффенса в 1973—1974 и 1983—1990 годах, контр-адмирал (1987 год).

## Биография
Из семьи мельника. По окончании школы в 1949—1952 годах учился на токаря. В 1952—1953 годах был студентом Инженерной школы в Мейсене. 20 января 1953 года вступил в ряды Морской народной полиции. В 1953—1955 годах проходил обучение в Офицерском учебном заведении Морской народной полиции (Seeoffz.lehranstalt VP-See), которое позже было преобразовано в Высшую офицерскую школу ВМС имени Карла Либкнехта. В 1955—1957 годах служил там же командиром взвода. В 1956 году стал членом СЕПГ. В 1957—1959 годах был командирован на учёбу в Советский Союз. В 1960—1961 годах служил начальником штаба и штурманом сначала в дивизионе торпедных катеров, а после в бригаде ракетных катеров. В 1968—1971 годах был командиром бригады ракетных катеров 6-й флотилии фольксмарине. В 1961—1962 годах командовал 2-м дивизионом торпедных катеров. В 1963—1964 годах служил начальником штаба бригады торпедных катеров 6-й флотилии фольксмарине. В 1964—1968 годах проходил обучение в Военно-морской академии им. К. Е. Ворошилова в Ленинграде. После возвращения в ГДР он до 1971 года служил командиром бригады ракетных катеров 6-й флотилии фольксмарине. В 1971—1972 годах командовал 1-й бригадой ракетных и торпедных катеров всё в той же 6-й флотилии.(Chef 1.Rak.-Torpedo-Schnellboots-Brig).В 1972—1973 годах и 1974—1983 годах служил начальником штаба Флотской школы имени Вальтера Штеффенса в Парове. В 1973—1974 годах исполнял обязанности начальника этого учебного заведения. В 1983—1990 годах уже официально занимал должность начальника Флотской школы. 1 марта 1987 года незадолго до краха ГДР он получил звание контр-адмирала. Был уволен в отставку 30 сентября 1990 года.

## Избранные награды
- Орден За заслуги перед Отечеством в бронзе;
- Военный Орден За заслуги перед Народом и Родиной в золоте.

## Воинские звания
- Контр-адмирал — 1 марта 1987 года.